# Bruno Snell
Bruno Snell (Hildesheim, 18 giugno 1896 – Amburgo, 31 ottobre 1986) è stato un grecista e filologo classico tedesco.
Oltre che per i suoi studi sulla filologia greca e latina, è noto per i suoi lavori sulla papirologia greca, sulla metrica greca, e per i suoi contributi quale studioso e storico della grecità e del pensiero greco: importanti sono i suoi apporti allo studio della lingua greca, e della sua formazione, e le sue ricerche sul ruolo avuto dal linguaggio dei greci, e dalle sue vicende, sulla nascita e sullo sviluppo del pensiero filosofico e razionale della civiltà greca.

## Biografia
Dopo aver studiato legge ed economia alle università di Edimburgo e di Oxford, Snell iniziò a interessarsi agli studi classici dedicandosi alla filologia classica e conseguendo un dottorato all'Università di Gottinga nel 1922.
Dal 1931 ottenne una cattedra di filologia all'Università di Amburgo, che terrà fino al 1959. Nel 1944 fondò il centro di ricerca Thesaurus Linguae Graecae, con lo scopo, secondo il suo creatore, di "fornire un panorama della lingua greca arcaica che desse ragione di tutti  quegli slittamenti semantici atti a illustrare la progressiva conquista della razionalità nel pensiero greco". Al Thesaurus si deve l'edizione di importanti opere, tra cui spiccano il Lexikon des frühgriechischen Epos, un lessico enciclopedico sull'epica greca, e l'Index Hippocraticum.
Oltre che alla filologia classica, al greco antico, e alla papirologia greca, i suoi interessi si sono rivolti all'intero spazio culturale della Grecia antica e al ruolo avuto dalla nascita del pensiero greco nella formazione dell'orizzonte del pensiero occidentale europeo. Il suo magnum opus sull'argomento, divenuto un classico, è Die Entdeckung des Geistes. Studien zur Entstehung des europäischen Denkens bei den Griechen (Amburgo, 1946), più volte tradotto in numerose lingue. Pubblicato per la prima volta in italiano nel 1951, per i tipi di Einaudi, con il titolo La cultura greca e le origini del pensiero europeo, il saggio è stato più volte ristampato fino al 2002.
Snell pubblicò altri lavori sul sapere greco, sulle fonti greche e latine della tradizione, sulla vita e il pensiero dei Sette sapienti (Leben und Meinungen der Sieben Weisen. Griechische und lateinische Quellen, Monaco, 1938), e fu direttore del già citato Lexikon des frühgriechischen Epos. Curò inoltre "pregevolissime edizioni" di autori della letteratura greca, come i lirici Bacchilide (1934) e Pindaro (1949), oltre che l'edizione di frammenti dei poeti tragici greci, con la cura del primo volume dei TrGF-Tragicorum Graecorum Fragmenta, (Didascaliae tragicae, Catalogi tragicorum et tragoediarum, testimonia et fragmenta, tragicorum minorum, 1971; seconda edizione aumentata: 1986).
Snell fu il primo presidente della Mommsen-Gesellschaft nel periodo 1950–1954. Dal 1989, in suo onore e memoria, la Mommsen-Gesellschaft assegna il Bruno-Snell-Preis destinato a premiare giovani studiosi di materie classiche. Nel 1970 fu la prima personalità delle scienze umane a ricevere il Premio Hegel.

## Opere
- Die Ausdrücke für den Begriff des Wissens in der vorplatonischen Philosophie, Berlíno, 1924
- Eschilo e l'azione drammatica (Aischylos und das Handeln in Drama, 1928), edizione italiana a cura di Dario Del Corno, Milano, Lampugnani Nigri, 1969.
- Leben und Meinungen der Sieben Weisen. Griechische und lateinische Quellen aus 2000 Jahren. Mit der deutschen Übertragung. Heimeran, München 1938.
- La scoperta dello spirito. La cultura greca e le origini del pensiero europeo (Die Entdeckung des Geistes. Studien zur Entstehung des europäischen Denkens bei den Griechen, 1946), trad. di Vera Degli Alberti e Anna Solmi Marietti, Torino, Einaudi, 1951; ed. aumentata con nuovi capitoli tradotti da Anna Solmi Marietti, Collana Piccola Biblioteca Einaudi, 1963-2002; Nuova edizione riveduta e ampliata di Marta Rosso, Roma, Luiss University Press, 2021.
- La struttura del linguaggio (Der Aufbau der Sprache, 1952), trad. e Introduzione di Lea Ritter Santini, Bologna, Il Mulino, 1962, 1966, 1970.
- Metrica greca (Griechische Metrik, 1955), Firenze, La Nuova Italia, 1977, 1990.
- Noi e gli antichi greci. Nove giorni di latino (Die alten Griechen und wir, 1962), a cura di M. Amerise, Bologna, Pàtron, 2011, ISBN 978-88-555-3113-9.
- Poesia e società. L'influsso dei poeti sul pensiero e sul comportamento sociale della Grecia antica (Poetry and Society. The Role of Poetry in Ancient Greece, 1961; Dichtung und Gesellschaft, 1965), trad. di Fausto Codino, Collana Ul, Bari, Laterza, 1971.
- Scenes from Greek drama, Berkeley-Los Angeles (USA), University of California Press, 1967.
- Il cammino del pensiero e della verità. Studi sul linguaggio greco delle origini (Der Weg zum Denken und zur Wahrheit. Studien zur frühgriechischen Sprache, 1978), a cura di Gualtiero Calboli, trad. di Jürgen Winkelmann, Ferrara, Gallio Edizioni, 1978, 1991.
- Il linguaggio di Eraclito, Ferrara, G. Corbo Edizioni, 1989.

## Premi
- Premio Sigmund Freud per la prosa scientifica (Sigmund-Freud-Preis für wissenschaftliche Prosa) dell'Accademia tedesca di lingua e letteratura (Deutsche Akademie für Sprache und Dichtung)

— «per le sue indagini di filosofia del linguaggio e filologia che, con l'arma dell'ingegno e dell'acribia, provano a risolvere l'enigma del pensiero...»
— 1969
- Premio Hegel

— 1970